# Louis Laurie
Louis Laurie (* 19. November 1917 in Cleveland, Ohio, USA; † 26. Dezember 2002 in Beachwood, Ohio) war ein US-amerikanischer Boxer im Fliegengewicht.

## Amateurkarriere
Der Sohn eines italienischen Vaters und einer slowakischen Mutter errang unter anderem im Jahre 1936 bei den Olympischen Spielen in Berlin die Bronzemedaille und war der erste Boxer, der mit dem Val-Barker-Pokal als „bester Techniker“ ausgezeichnet wurde.

## Profikarriere
1937 begann Laurie eine halbherzige Profikarriere. Er verlor seinen Debütkampf am 23. April jenes Jahres gegen seinen Landsmann Joey Wells über 6 Runden durch einstimmige Punktrichterentscheidung, gewann allerdings den direkten Rückkampf am 25. des darauffolgenden Monats über 6 Runden durch einstimmigen Beschluss. Sein letztes Gefecht fand am 16. September des Jahres 1940 gegen Harold 'Snooks' Lacey in der New Haven Arena statt, welches Laurie nach Punkten verlor.
Laurie boxte nie um einen Titel. Seine Kampfbilanz war 28 Kämpfe, 16 Siege, 1 Unentschieden bei 11 Niederlagen.

## Privates
Bei seinem Tod im Jahr 2002 hinterließ Laurie einen Sohn. Er starb im Alter von 85 Jahren im Nursing and Healthcare Center in Beachwood, Ohio.